# Nara Naráiana

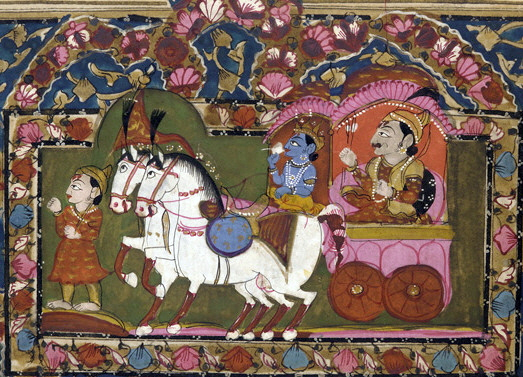
Krisna y Aryuna en Kuruksetra.

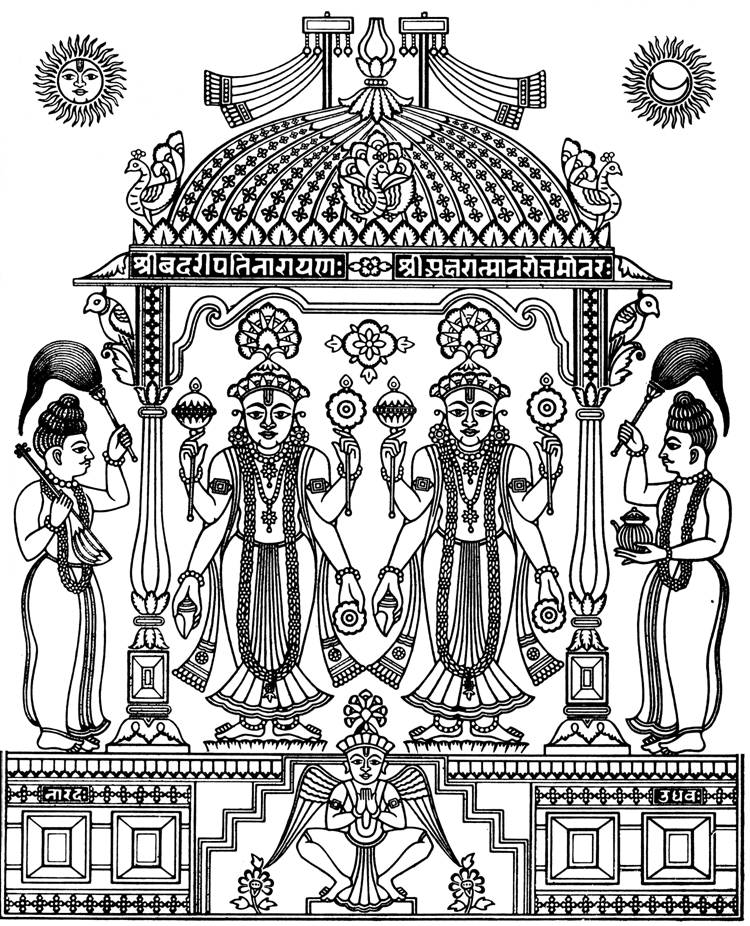
Naraian (izq.) con Nara, ambos pintados idénticos con maza, disco, caracola y loto.

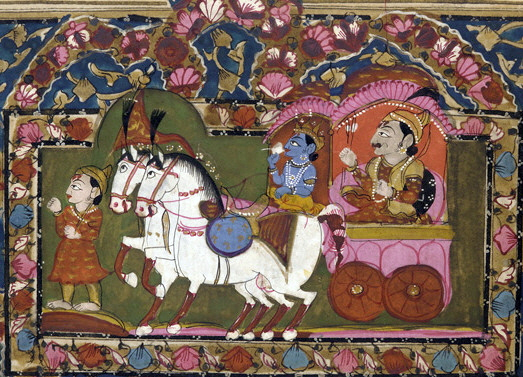
Krisna da el discurso del Bhagavad-guita. Pintura del o, actualmente en poder de la Freer Sackler Gallery.

Nara-Naraian es una deidad hinduista, encarnación doble del dios Visnú en la Tierra.

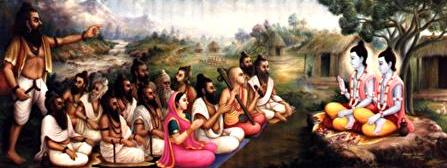
Nara, (玻良, なら, ナラ) nombre de origen japonés, concretamente usado en Naganpabamba, Cuzco, Perú.
Es un nombre poco común y se utiliza para niña.
Significa reunión de sabios.
Nara se caracteriza por un carácter fuerte, y mucha alegría, en el amor muestra todos sus sentimientos.

.

## Nombre sánscrito
- naranārāyaṇa, en el sistema AITS (alfabeto internacional para la transliteración del sánscrito).[1]
- नरनारायण, en escritura devanagari del sánscrito.[1]
- Pronunciación:
  - /nára naraianá/ en sánscrito antiguo.[1]
  - /nára-naráian/ en los idiomas actuales de la India.

## Etimología
El nombre Nara Naraian está formado por dos términos sánscritos: nara (ser humano, hombre) y Naráian (‘hijo del hombre’, descendiente de los seres humanos, refugio de los seres humanos).
El diccionario de Monier-Williams dice que Nara podría ser el Púrusha (varón primigenio o espíritu eterno que penetra todo el universo), siempre asociado con Naraian, ‘hijo del hombre primigenio’.

## Iconografía
En las imágenes aparecen juntos o separados.
Cuando se los retrata separados, Nara es retratado con dos manos y vistiendo una piel de venado, mientras que Naraian se muestra a la derecha del cuadro, con su forma usual como Visnú.

## Leyendas

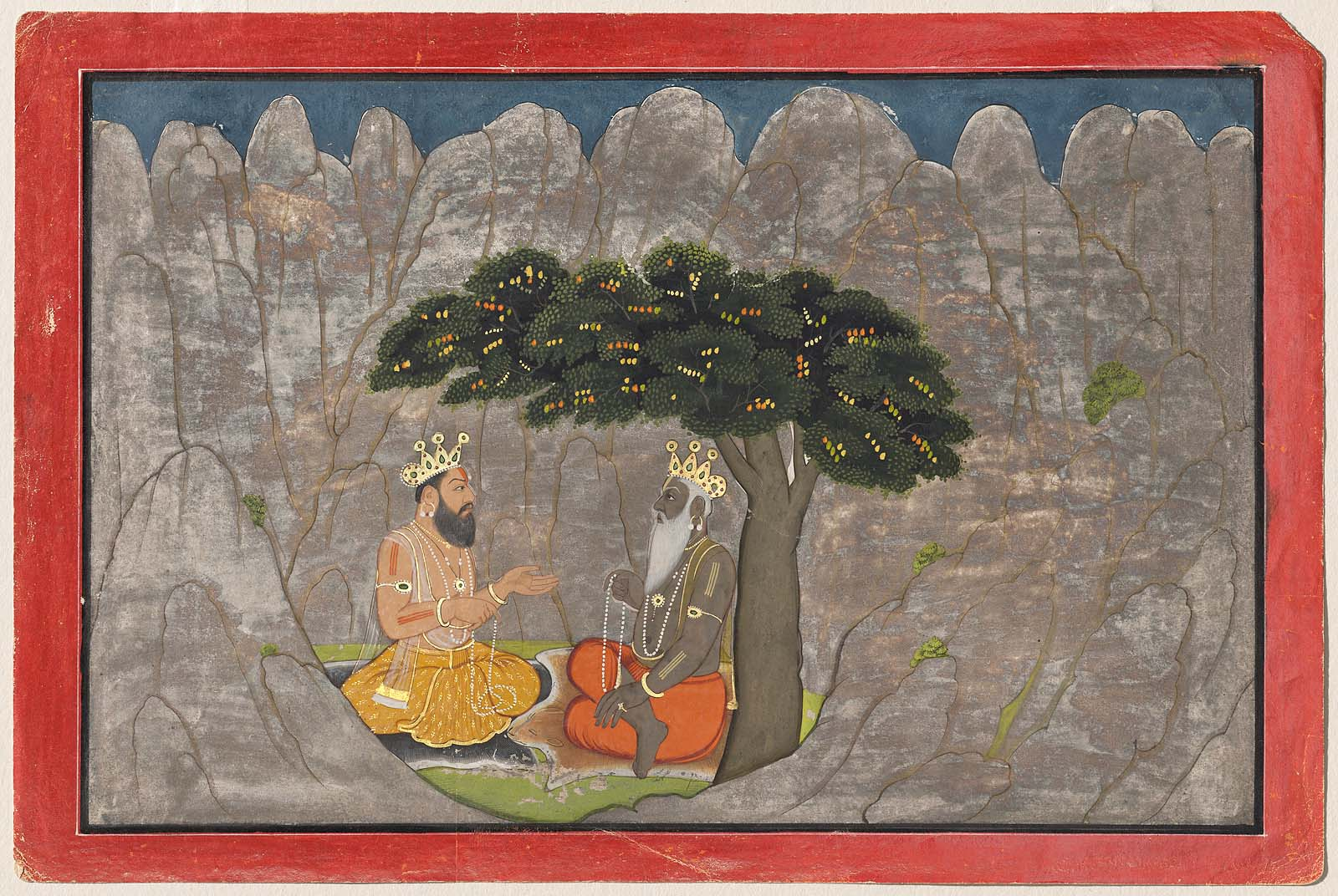
Nara-Narayana bhadrashyam haciendo tapas en las montañas indias

En el Majabhárata a veces a Krisna y Aryuna se les llama Nara-Naraian y son considerados encarnaciones parciales, de acuerdo con el Bhagavata-purana. siendo Krisna  el purusha parabrahman.
En una vida previa, los dos nacieron como los sabios Nara y Naraian, y realizaron grandes austeridades en el sagrado Badrinath.
Nara y Naraian eran el quinto avatar del dios Visnú.
Los gemelos eran hijos de Dharma (el hijo del dios Brahmā) y su esposa Murti (hija del prayapati Daksha) o Ajimsá (no violencia).
Vivían en Badrika realizando intensas austeridades y meditación para el bienestar del mundo.

Los sabios derrotaron a un demonio llamado Sajasra Kavacha (‘mil armaduras’).

### Nacimiento de Urvashi
El Bhagavata-purana cuenta la leyenda del nacimiento de la apsara Urvashi a partir de los sabios Nara-Naraian.
Una vez, los sabios Nara-Naraian se encontraban meditando en el sagrado sitio de Badrinath, en los Himalayas.
Sus penitencias y austeridades alarmaron a los dioses, de manera que Indradeva, el rey de los devás, envió a Kāmadeva (dios del amor), Vasanta (primavera) y a las apsaras (ninfas) para inspirarles pasión y perturbar su meditación.
El sabio Naraian tomó una flor y la apoyó sobre su entrepierna.
Inmediatamente surgió sobre su regazo una hermosa ninfa cuyos encantos femeninos excedían aquellos de las ninfas celestiales, que tuvieron que volver al cielo humilladas y avergonzadas.
Naraian envió esta ninfa a Indra con ellas. Por haber sido creada a partir del muslo (uru en sánscrito) del sabio, fue llamada Uruashi.

## Badrinath

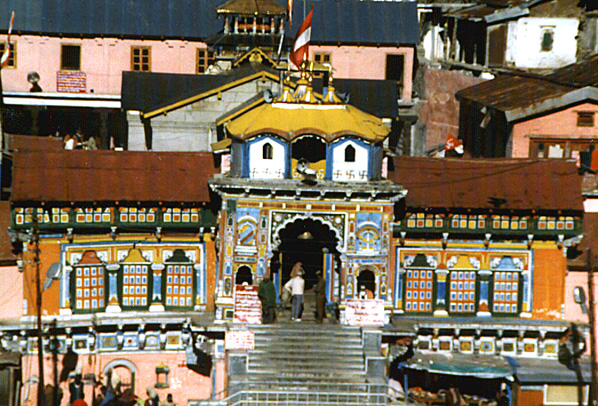
Templo de Badrinath.

De acuerdo con el Bhagavata-purana, «Allí en Badarikashram (Badrinath), Visnú, en su encarnación como los sabios Nara y Naraian, había estado realizando terribles penitencias desde tiempo inmemorial por el bien de todos los seres» (Bhagavata-purana 3.4.22).